# Villach Hauptbahnhof

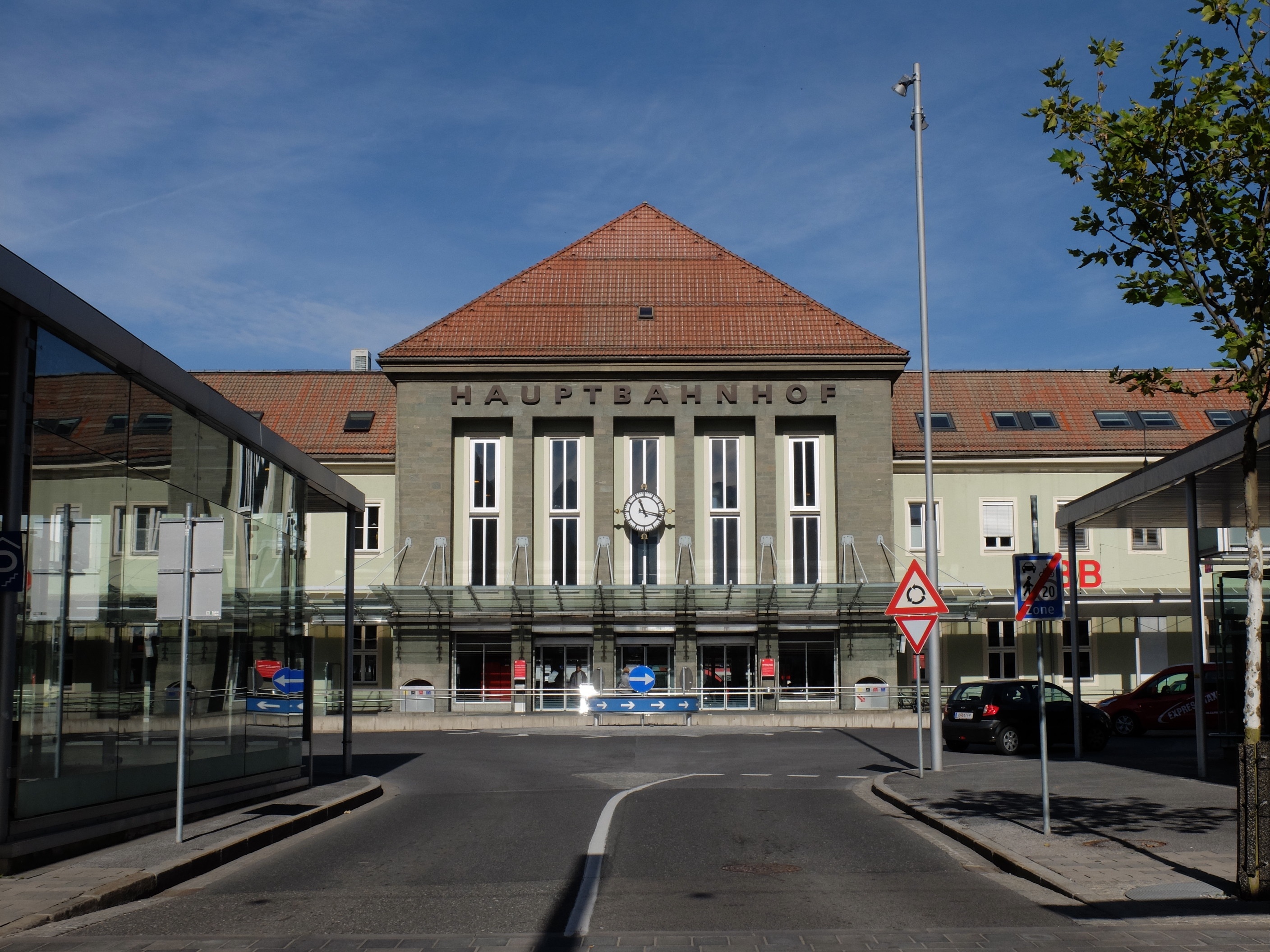
Budynek dworca

Villach Hauptbahnhof – stacja kolejowa w Villach, w kraju związkowym Karyntia, w Austrii. Znajdują się tu 3 perony.